# St-Remy (Fénétrange)

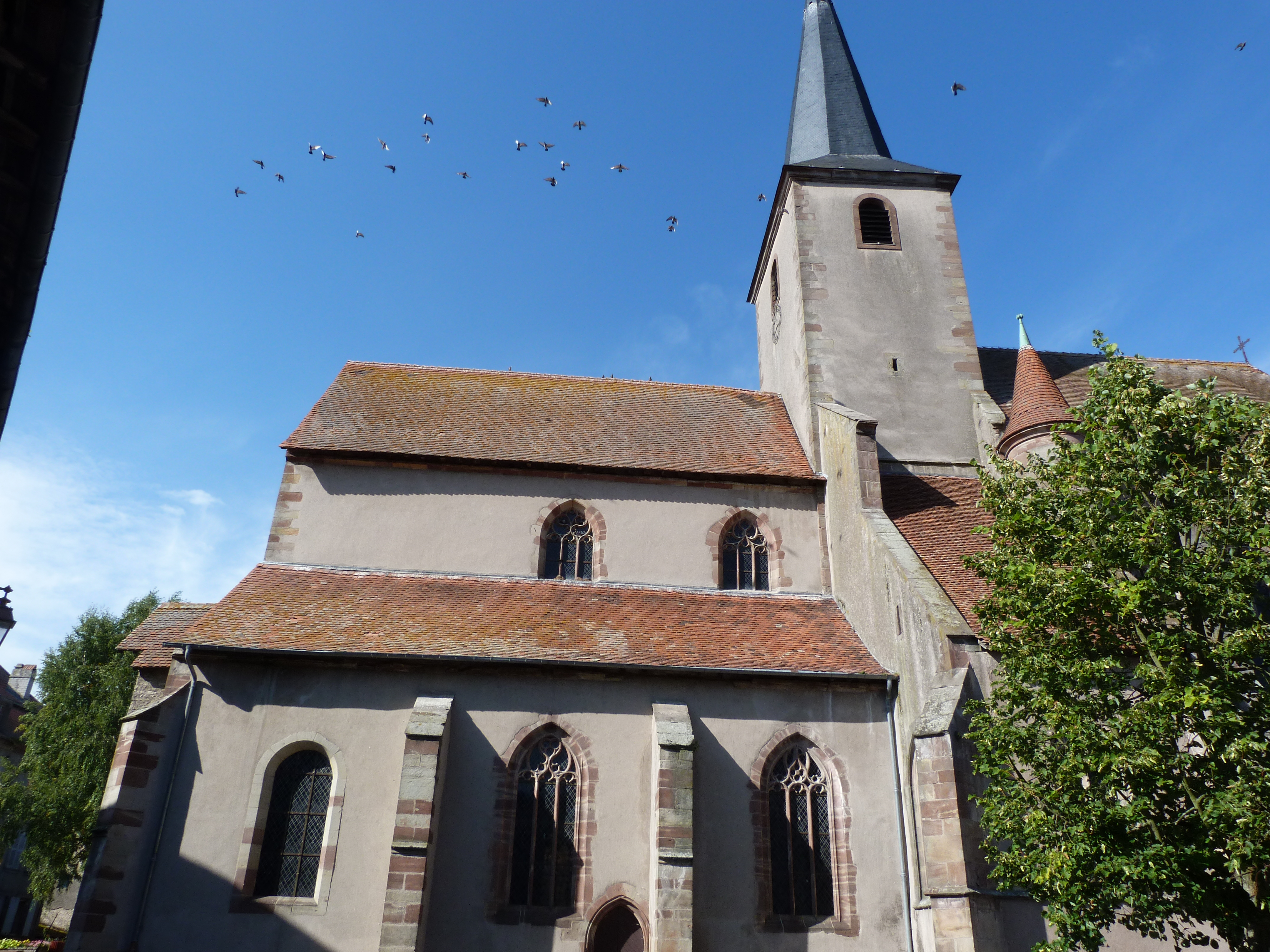
Fénétrange, Kirche St. Remy

Die römisch-katholische Kirche Saint-Remy (deutsch St. Remigius) in der französischen Gemeinde Fénétrange (Finstingen) im  Arrondissement Sarrebourg-Château-Salins im Département Moselle der Region Grand Est (bis 2015 Lothringen) ist ein spätgotischer Sakralbau des 15. Jahrhunderts.

## Geschichte

Grundriss der Kirche

Die Kirche war ursprünglich von Johann von Finstingen und dessen Frau, Beatrix von Ogévillers, in Vinstingen als Kollegiatkirche Sankt Peter gegründet worden.  Die  Entstehungszeit des spätgotischen Neubaus – eine dreischiffige Basilika – wird um das Jahr 1415 angesetzt; das Bauwerk wurde vermutlich an Stelle eines baufällig gewordenen romanischen Kirchengebäudes errichtet.  Johann von Finstingen und seine Frau schenkten 1474 dem von ihnen gegründeten Kollegiatstift den Zehnten des Dorfs Ley, den Johann von Finstingen 1461 der Abtei Neuweiler im Elsass abgekauft hatte, die ihn schon seit 1178 besaß.
Nach Einkehr der Reformation in Finstingen 1565 wurde der katholische Gottesdienst in der alten Kollegiatkirche ein Jahrhundert lang eingestellt, doch dann wurde das Kollegialstift unter französischem Einfluss wieder hergestellt und das Gebäude wieder der römisch-katholischen Glaubensgemeinschaft zugeführt, nunmehr unter dem Patronat des hl. Remigius.
Der Bau hatte durch Kriegshandlungen und andere Gewalteinwirkungen viel zu leiden: 1444 durch den Einfall der Armagnaken, 1525 durch den Bauernkrieg, später bei der Einführung der Reformation in Finstingen 1565, dann durch mehrere Brände, besonders den von 1610, während des Dreißigjährigen Kriegs durch den Einfall der Schweden 1635 und weiterhin 1674 durch den Einfall der Franzosen. Im Zuge der Französischen Revolution wurde das Stift endgültig aufgehoben. Das Kirchengebäude diente in der Folgezeit als katholische Pfarrkirche.

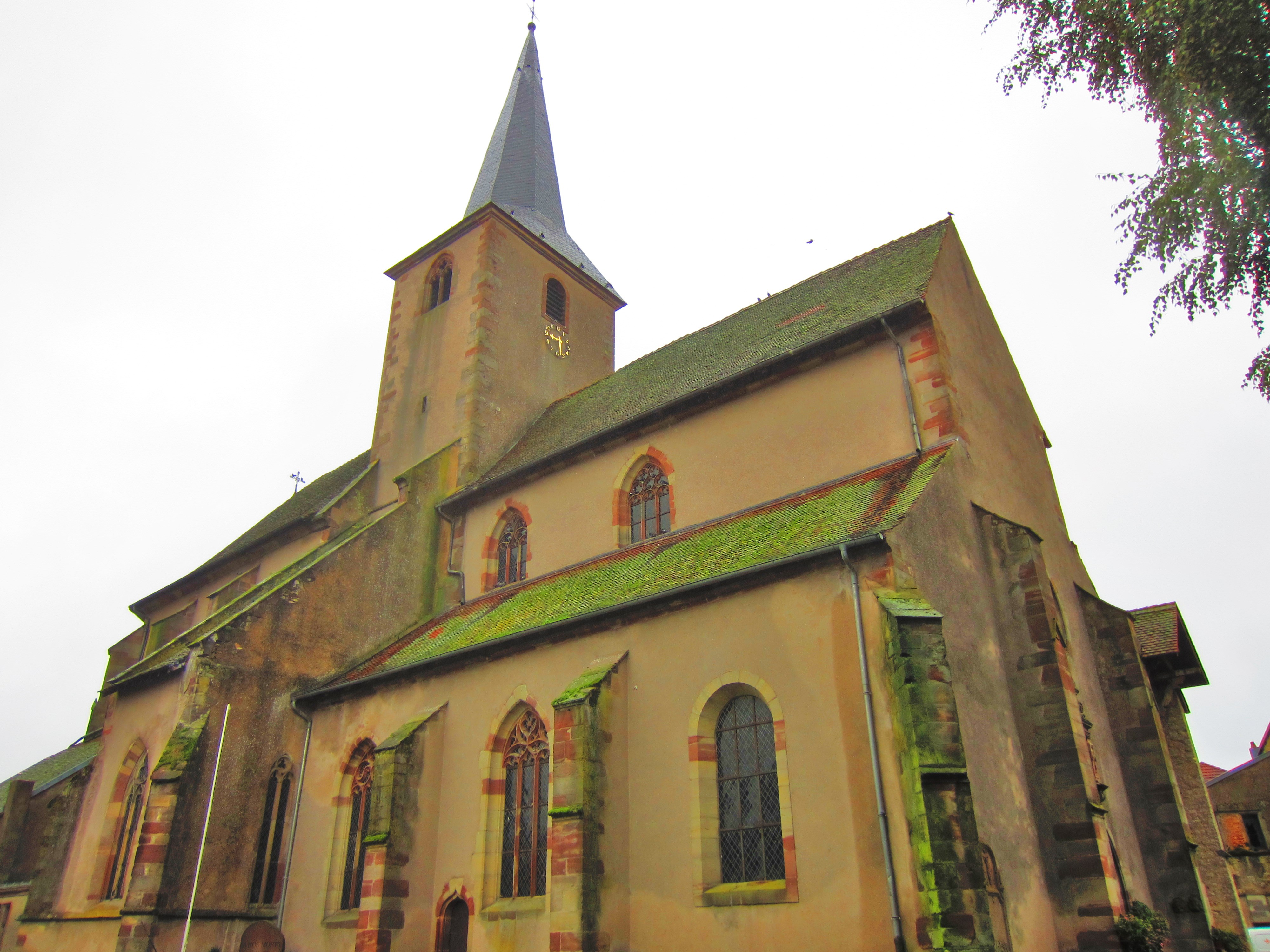
Dreischiffige Basilika St. Remy
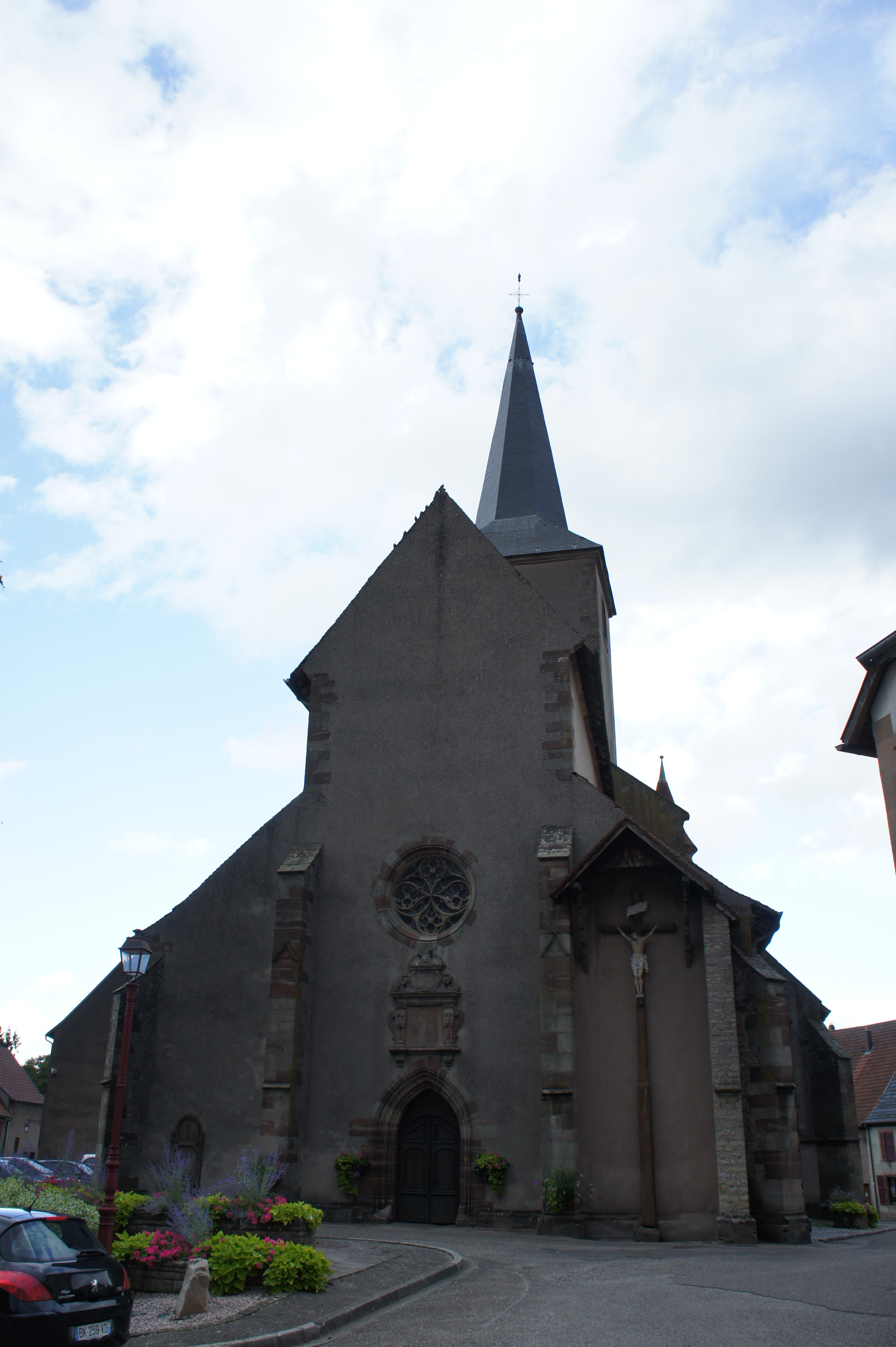
Rückansicht
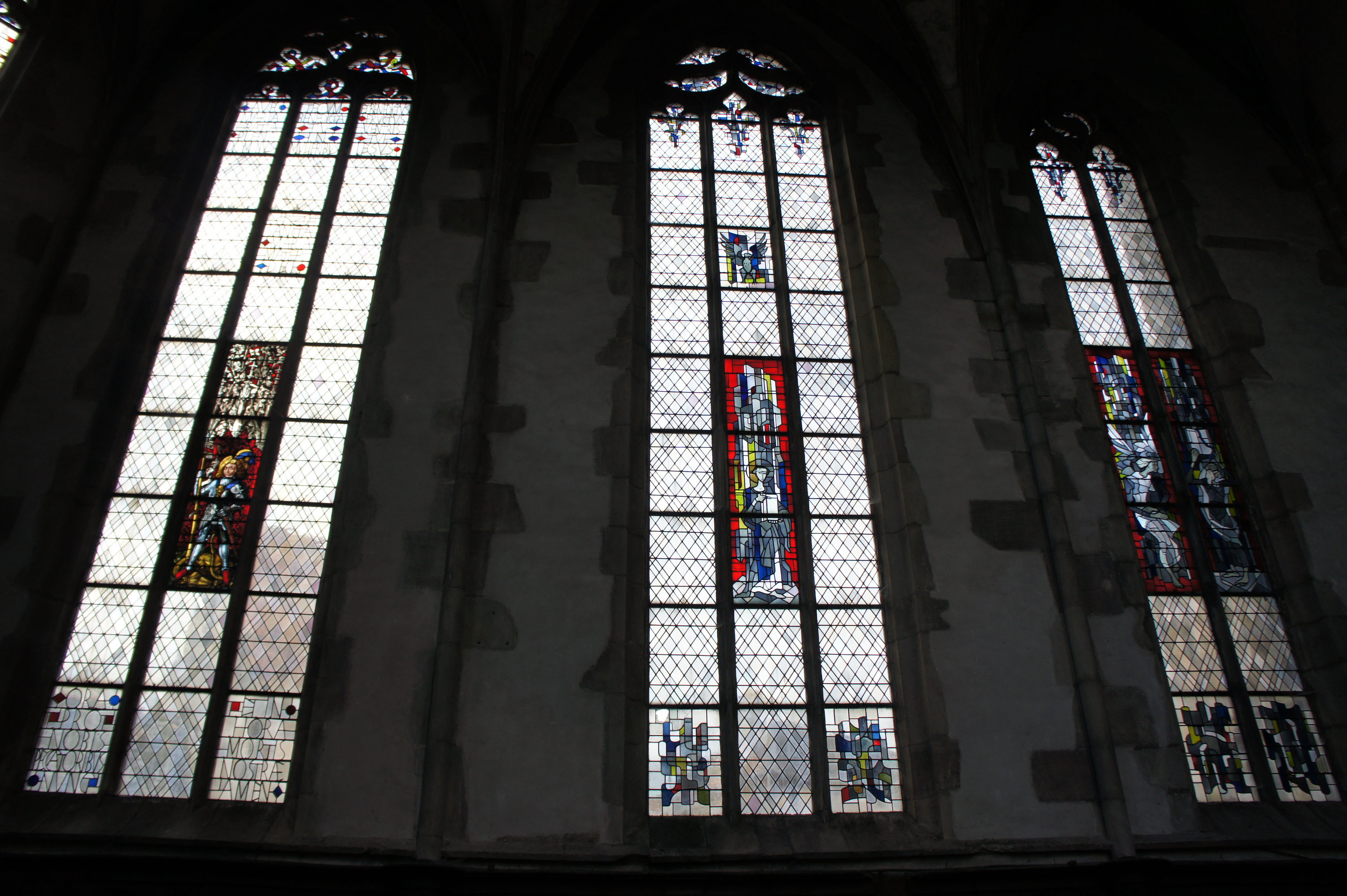
Seitliche Kirchenfenster
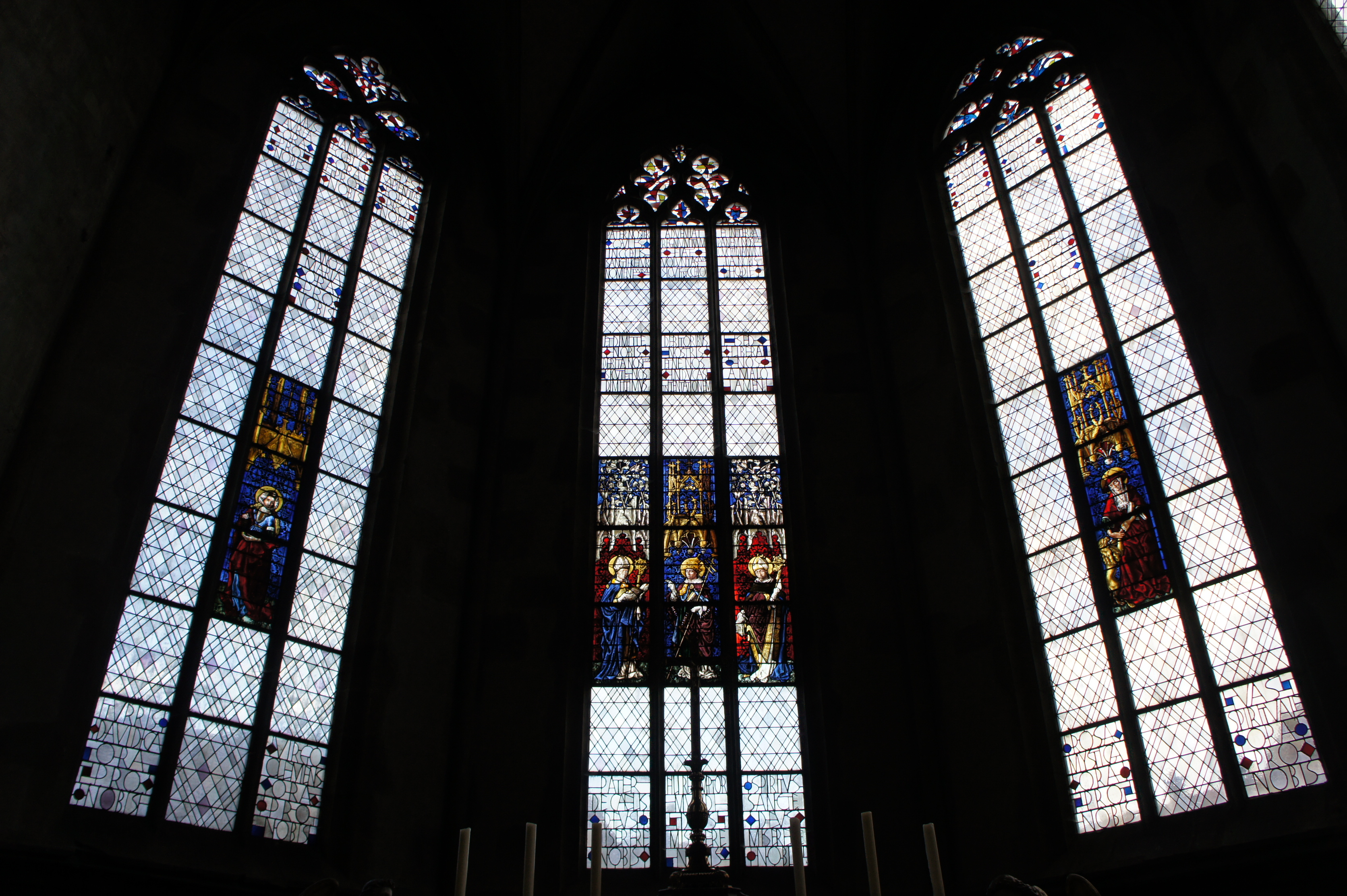
Kirchenfenster am Chor
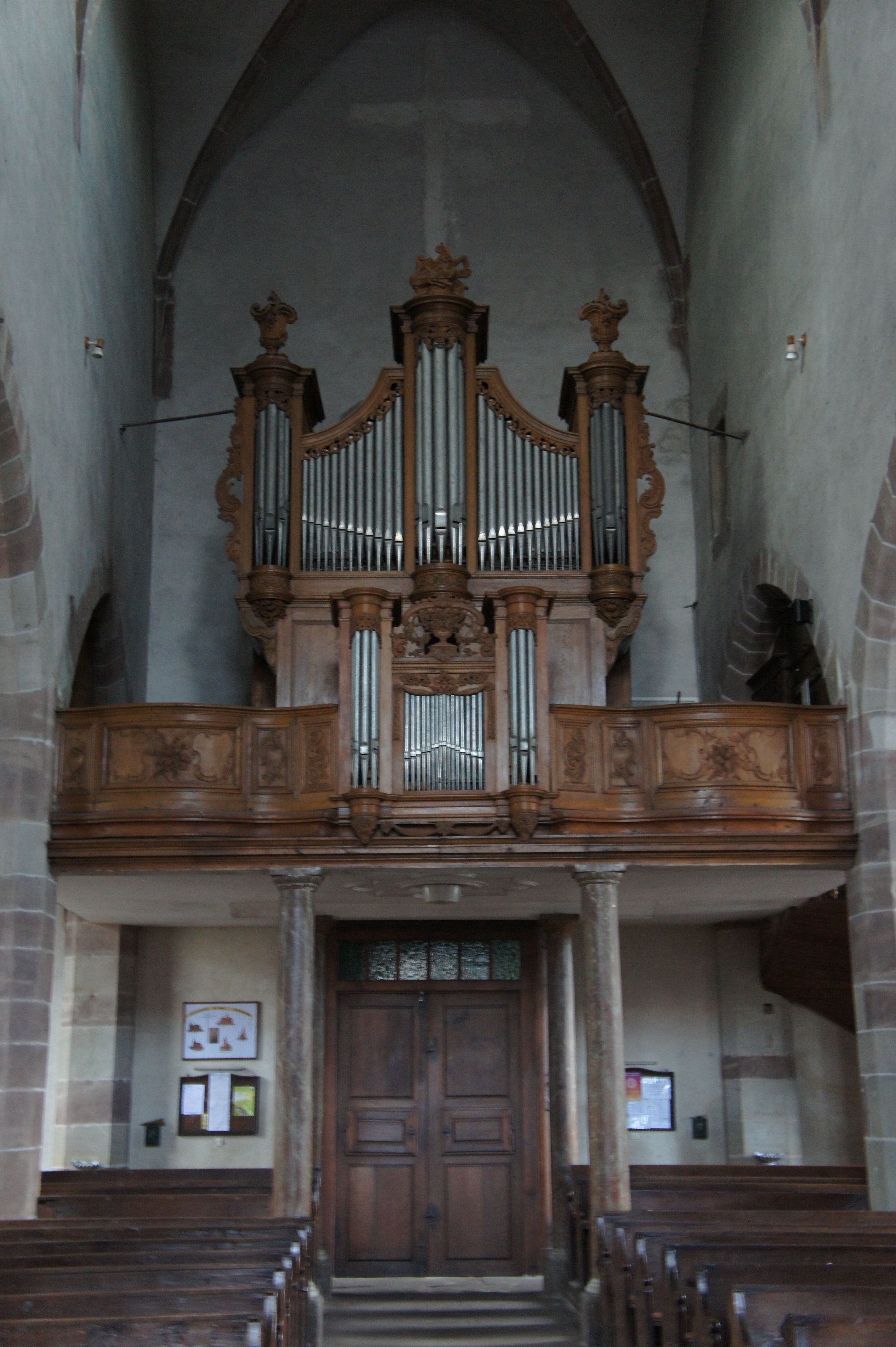
Orgelgehäuse über dem Eingang
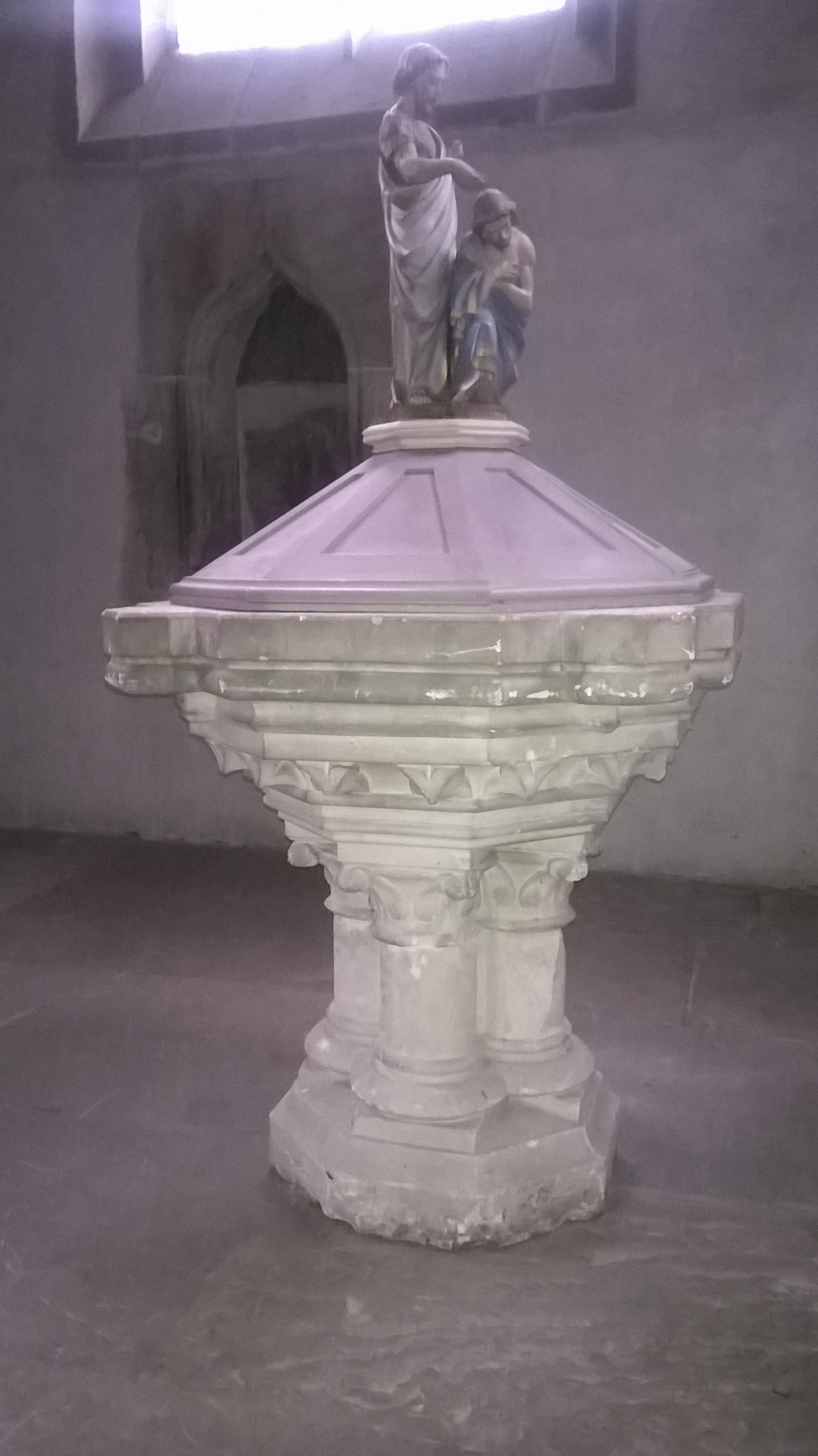
Taufbecken